# Мануфактур-колегія
Мануфактур-колегія — орган, який відповідав за розвиток російської промисловості, створення та функціонування мануфактур.
Заснована та діяла спільно з Берг-колегією у 1719; метою створення їх було: «рудокопні заводи, всі інші ремесла та рукоділля та артилерію знати».
У 1722 Берг-колегія виділена в окремий орган. Мануфактур-колегія займалася питаннями всієї промисловості, крім гірничодобувної.
У 1727 ліквідована; її функції передані: частково Комерц-колегії, частково до Сенату, у якому було засновано Мануфактур-контора, передана в 1731  — разом із Берг-колегією — до Комерц-колегії. Сама Комерц-колегія у зв'язку з цим поділена на три експедиції: першій доручалися справи щодо торгівлі, другій — у гірничій справі, третій — на фабриках і мануфактурах.
Двічі відновлювалася: вперше — за правління Єлизавети Петрівни — в 1742 (у 1779 скасована); вдруге — у 1796.
У 1802 скасована та остаточно закрита на початку 1805.
Мануфактур-колегія майже весь час свого існування перебувала у Москві; на короткий час близько 1760 переведена в Санкт-Петербург - з залишенням її контори в Москві.

## Президенти
- 1719-1722: Брюс Яків Вілімович
- 1722-1731: Новосильцев Василий Яковлевич
- 1742-1751: Барятинський Андрій Трохимович
- 1751-1753: А. Ізвольський
- 1753-1761: Салтиков Микита Петрович
- 1761-1772: Головкін Гавріїл Іванович
- 1762: А. І. Брессан
- 1762-1764: Ададуров Василь Євдокимович
- 1764-1777: Д. В. Волков
- 1777-1779: А. І. Бриль
- 1796-1797: Юсупов Микола Борисович
- 1797-1800: А. А. Саблуков
- 1800-1802: І. Я. Аршенівський
- 1802-1805: Габлиць Карл Іванович